# Аврорин, Василий Михайлович
Васи́лий Миха́йлович Авро́рин (1805—1855) — русский живописец, священнослужитель; представитель венециановской школы.

## Биография
Василий Аврорин родился в 1805 году в селе Петровском Можайского уезда Московской губернии в семье дьячка. В 1820-х годах находился в Санкт-Петербурге; был пенсионером митрополита Филарета. С 1828 года учился живописи у А. Г. Венецианова; живя у него, Аврорин по поручению Венецианова давал уроки живописи 12-летнему С. К. Зарянко.
В периоды с 1818 по 1819 и с 1828 по 1832 год жил в Троицком подворье и был певчим в хоре.
Несколько картин Аврорина экспонировались на петербургских выставках Императорской Академии художеств: в 1830 году — «Молодые люди, удящие рыбу из беседки» (ныне — в собрании Исторического музея в Москве), «Башенка, подле коей сидит рисующий» и «Внутренность комнаты и в ней трое с музыкальными инструментами»; в 1833 — «Приёмная зала в Зимнем дворце».
Около 1831 года переехал в Москву. С ноября 1833 года служил дьяконом в церкви Воскресения Христова в Кадашах. В Москве Аврорин написал картины «Окружности церкви Воскресения в Барашах, от ворот, на монастырь её», «Воробьёвы горы», «Запрудная слобода с домом Мамонова», икону «Освящение храма Иерусалимского» для своего храма, портрет Толстого.
Скончался в Москве 20 июля (1 августа) 1855 года.